# Яковченко, Николай Фёдорович
Никола́й Фёдорович Яко́вченко (укр. Мико́ла Фе́дорович Яко́вченко; 20 апреля (3 мая) 1900, Прилуки — 11 сентября 1974, Киев) — украинский советский актёр театра и кино. Народный артист Украинской ССР (1970).

## Биография
Родился в городе Прилуки Полтавской губернии (ныне — Черниговская область) 3 мая 1900 года. Не имея специального актёрского образования, он в 1918 году дебютировал на любительской сцене в Прилуках, впоследствии играл в театрах Симферополя, Черкасс, Лубен, Чернигова, Днепропетровска и Харькова. С 1928 года — в Киевском театре им. И. Франко (с перерывами).
В 1931 году Николай Яковченко направляется в составе труппы новосозданного Харьковского театра революции. Сезон открылся 7 ноября спектаклем «Дело чести» (И. Микитенко). В этом же году 31-летний Яковченко сочетается браком с 21-летней Татьяной Марковной, которая выбрала его, отклонив ухаживания многих претендентов, в том числе известного актёра Виктора Добровольского. Свадьбу сыграли в Киеве на Шулявке, после чего супружеская пара выехала в Харьков. 26 апреля 1932 года у них родилась дочь Ирина.
С 1934 года Яковченко — снова актёр театра Франко. О его возвращении Гнат Юра шутит как о «возвращении блудного сына». Актёр возвращается в театр на должность «актёр высшей категории».
С 30 сентября 1939 года по 13 марта 1940 года в соответствии с законом о всеобщей воинской обязанности Николай Яковченко проходит службу в армии, становится участником Советско-финской войны.
Восемь месяцев после возвращения (апрель 1940-го) Яковченко работает в Киевском государственном театре музыкальной комедии (основанный в 1934 году), после чего снова возвращается в театр Франко.
В годы Великой Отечественной войны труппа театра Франко приступила к формированию Первой фронтовой бригады артистов под руководством Гната Юры, которая вскоре выехала на фронт. Николай Яковченко в неё не попал, а с семьей отправился в эвакуацию в Тамбов.
15 октября 1941 года коллектив театра эвакуируют в Семипалатинск (ныне — Семей), где сразу же началась работа на сцене местного казахского театра, выезды к фронтовикам и местному населению. После возвращения первой фронтовой бригады в Семипалатинск, Яковченко, оставив супругу с дочерьми в эвакуации, отправляется на фронт в составе второй фронтовой бригады театра Франко во главе с Амвросием Бучмой. Накануне Сталинградской битвы актёры выступали в штабе фронта и батальонах, на призывных пунктах и в госпиталях.
В составе четвёртой фронтовой бригады под руководством Дмитрия Милютенко Яковченко был свидетелем и участником освобождения Будапешта.
По возвращении в Киев в 1944 году Николай Яковченко получил две комнаты в большой коммунальной квартире № 10 в «актёрском» доме на улице Ольгинской, 2/1, а в год Победы, когда театр Франко празднует своё 25-летие, Яковченко получает боевые награды — медали «За оборону Сталинграда» и «За доблестный труд в Великой Отечественной войне 1941—1945 гг.».
Основные театральные роли Яковченко — Бублик, Долгоносик («Платон Кречет», «В степях Украины» А. Корнейчука), Пененжка («Мартын Боруля» И. Карпенко-Карого), Лещ («Последний» М. Горького), Оверко («Фараоны» А. Коломийца), Распер («Делец» В. Гозенклявера) и др.

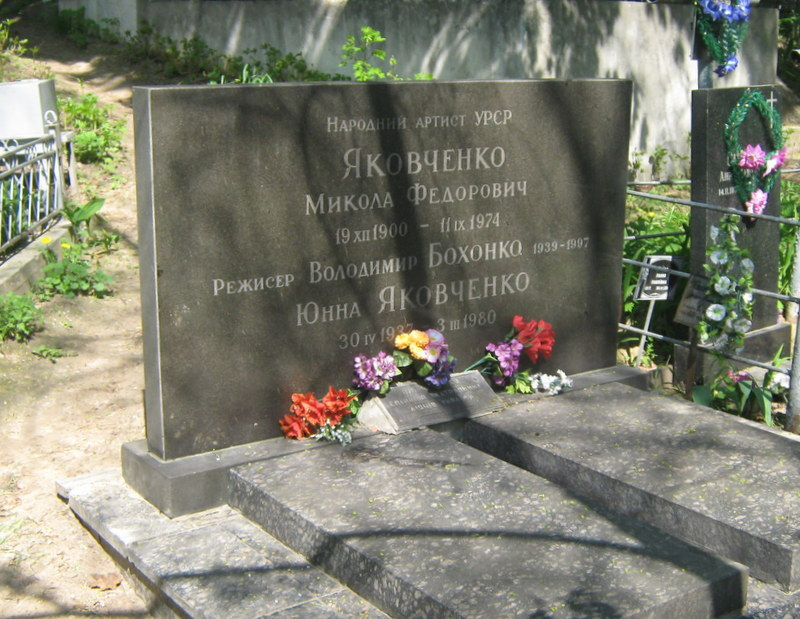
Памятник на Байковом кладбище

В 1943 году присвоено звание Заслуженного артиста Украинской ССР.
В театре Франко с приходом нового директора Компанийца, с целью «упорядочить творческий состав театра» для выполнения «решения Правительства о переходе театра им. И. Франко на бездотационную работу» Николая Яковченко вместе с рядом других актёров выводят за штат труппы с предоставлением повышенной республиканской премии и обещанием задействовать в творческой работе на принципах разовой оплаты.
Начал сниматься в кино в 1939 году. Среди работ — Кондрат Перепелица («Максим Перепелица»), Прокоп Серко, отец Прони («За двумя зайцами»), Пацюк («Вечера на хуторе близ Диканьки»), Спирид («Вий»), дед Максим («Меж высоких хлебов»), товарищ Лопата («Королева бензоколонки») и многие другие. Всего снялся более чем в 60 фильмах.
Звание «народный артист Украинской ССР» Яковченко получил в 1970 году, за 4 года до смерти.
11 сентября 1974 года скорая помощь забрала Яковченко с приступом аппендицита и долго возила по городу. Скончался во время операции. 
Похоронен на Байковом кладбище в Киеве (9-й участок).

### Семья
Отец — Фёдор Иванович Яковченко, торговец рыбой. Мать — Параскевия Ивановна Яковченко.
Брат Сергей. Сёстры Мария, Елена, Александра.
Жена — Татьяна Марковна Яковченко (в девичестве Евсеенко), актриса театра им. И. Франко.
Дочери Ирина (26 апреля 1932 — 15 января 1970), Юнона Яковченко (30 апреля 1937 — 3 марта 1980), актриса театра им. И.Франко. Внук Николай (по некоторым сведениям, умер)

## Театральные работы

### Театр Филиппа Хмары[1]
- «Савва» (Л. Андреев) — Тюха
- «Дни нашей жизни» (Л. Андреев) — подпоручик Григория Миронов

### Харьковский театр революции[1]
1931—1934
- «Эта» (С. Левитина) — Жихарев
- «Страх» (А. Афиногенов) — Захаров
- 1932, 1 декабря — «Девушки нашей страны» (И. Микитенко). Режиссёр М. Терещенко — Николай Пронашко, член комсомола (первый состав) / Иван Шкурко (второй состав)
- «Жандарм» (по драме «Украденное счастье» И. Франко) — Войт, сельский староста
- 1933, 18 марта — «Фальстаф» (У. Шекспир). Режиссёр Алексей Грипич — сэр Джон Фальстаф
- «Коварство и любовь» (Ф. Шиллер) — Вурм
- 1933, ноябрь — «На Западе бой» (В. Вишневский). Режиссёр М. Терещенко — Гирш

### Киевский государственный театр музыкальной комедии[1]
1940
- «Мистер Икс» (по оперетте «Принцесса цирка» И. Кальман) — Пеликан
- «Коломбина» — Филипп
- «Ночь в Венеции» (И. Штраус) — Деляква

### Театр драмы имени Франко
1927—1931, 1934—1974
- 1927, 16 октября — «Сон в летнюю ночь» (У. Шекспир). Постановка Гната Юры (первая роль в театре им. И.Франко[1])
- 1929, 1 марта — «Делец» (В. Газенклевер). Постановка Смирнов, Искандер — Распер
- 1929, 20 октября — «Диктатура» (И. Микитенко). Постановка Гната Юры — Ромашка
- 1930, 1 ноября — «Кадры» (И. Микитенко). Постановка Гната Юры
- 1934, 20 декабря — «Платон Кречет» (А. Корнейчук) — Терентий Бублик, земский врач
- 1940 — «В степях Украины» (А. Корнейчук). Постановка Гната Юры — Филимон Филимонович Долгоносик
- «Богдан Хмельницкий» — дьяк Гаврила
- 1948 — «Макар Диброва» (А. Корнейчук)
- 1950 — «Калиновая роща» (А. Корнейчук) — матрос Крым
- 1950 — «Мартын Боруля» (И. Карпенко-Карый) — Протасий Пененжка
- 1961 — «Фараоны» (А. Коломиец). Постановка И. Казнадия — Оверко
- «Наталка Полтавка» (И. Котляревский) — Микола
- «Последние» (М. Горький) — Лещ
- «За двумя зайцами» (М. Старицкий) — Прокоп Свиридович Серко

## Фильмография
- 1939 — Щорс — боец
- 1952 — В степях Украины — Филимон Филимонович Долгоносик, снабженец
- 1952 — Украденное счастье — Войт, сельский староста
- 1953 — Калиновая роща — дед Гервасий (Крым), колхозный рыбак, бывший торговый моряк
- 1953 — Мартын Боруля — Трандалёв, поверенный
- 1954 — Земля — фельдшер
- 1954 — Тревожная молодость — повар
- 1955 — Максим Перепелица — Кондрат Перепелица, кузнец
- 1955 — Месяц май — комендант общежития
- 1955 — Нестерка — скоморох
- 1955 — Пламя гнева — Хрен
- 1956 — Она вас любит! — ремонтник на автодороге
- 1956 — Суета — Акила Акилович
- 1957 — Конец Чирвы-Козыря — гость на свадьбе
- 1957 — Координаты неизвестны — Фёдор Михайлович, судовой кок
- 1957 — Отряд Трубачёва сражается — Иван Матвеич, пасечник
- 1957 — Правда — Иван Иванович, железнодорожник
- 1957 — Шельменко-денщик — Опецковский
- 1957 — Штепсель женит Тарапуньку — комендант киностудии
- 1958 — Веселый заговор (короткометражный) — Скрипка
- 1958 — Годы молодые — Василий Петрович Руденко (дядя Василий)
- 1958 — Киевлянка — Горовенко, рабочий-регистратор на «Арсенале»
- 1958 — Первый парень — дед Терешка, совхозный сторож
- 1958 — Поэма о море — односельчанин
- 1959 — Черноморочка — Карпо Иванович
- 1960 — Рыжик — Прохор Гриб, голодаевский городовой
- 1960 — Спасите наши души — Николай Фёдорович Метелица, боцман
- 1961 — За двумя зайцами — Прокоп Свиридович Серко, отец Прони
- 1961 — Вечера на хуторе близ Диканьки — Пацюк, знахарь
- 1961 — Наш общий друг — Онуфрий Семенович, бухгалтер
- 1961 — Сердце не прощает
- 1962 — Большая дорога — крестьянин на телеге
- 1962 — Королева бензоколонки — Товарищ Лопата, дорожный начальник
- 1962 — Яблоко раздора — дед Северига
- 1963 — Серебряный тренер — бухгалтер
- 1963 — Стёжки-дорожки — Архип
- 1964 — Звезда балета
- 1964 — Лушка
- 1964 — Сон — придворный / крепостной
- 1964 — Фараоны (фильм-спектакль) — Оверко
- 1965 — Месяц май
- 1966 — Формула радуги — продавец в летнем кафе
- 1967 — Вий — Спирид
- 1967 — На Киевском направлении — Павло Лаврин, сторож
- 1969 — Та самая ночь
- 1969 — Рассказы о Димке — заведующий тиром
- 1969 — Ночь перед рассветом — немец Ганс
- 1969 — Злая судьба
- 1969 — Начало неведомого века (киноальманах)
- 1969 — Варькина земля — дед Евген
- 1970 — Смеханические приключения Тарапуньки и Штепселя — контролёр на речном трамвайчике
- 1970 — Секретарь парткома — кум
- 1970 — Меж высоких хлебов — дед Максим
- 1971 — Лада из страны берендеев — Король Магнум IV
- 1971 — Захар Беркут — тухолец
- 1971 — Где вы, рыцари? — сосед Ковальчука и Голубчика
- 1972 — Весёлые Жабокричи — сторож
- 1972 — Доверие — посетитель в приемной
- 1972 — Здесь нам жить — Семён Шимрай
- 1973 — Эффект Ромашкина — шпрехшталмейстер
- 1973 — Дед левого крайнего — Трофим Иванович Бессараб

## Факты
- С 1968 года голос Николая Яковченко стал звучать в юмористической передаче «От субботы до субботы» (укр. «Від суботи до суботи»), стал её визитной карточкой[4]
- Любимым животным Яковченко была собака полутакса—полудворняга Фан-Фан[5].
- Большая часть сыгранных Яковченко ролей — комедийные. Практически единственной драматической ролью актёра является главная роль в фильме «Дед левого крайнего» (1974, реж. Леонид Осыка)
- Последними словами Яковченко перед смертью были «клоун идёт на манеж»[5]
- При подготовке некролога в газету «Вечерний Киев» столкнулись с отсутствием хотя бы одной официальной фотографии Яковченко. На всех снимках он либо в роли, либо на рыбалке, либо с широкой улыбкой. В Министерстве культуры и редакции газеты все фото забраковали. Опубликованное фото вышло с дорисованной рубашкой, галстуком и пиджаком[4]

## Память

Памятник Н. Яковченко в Киеве

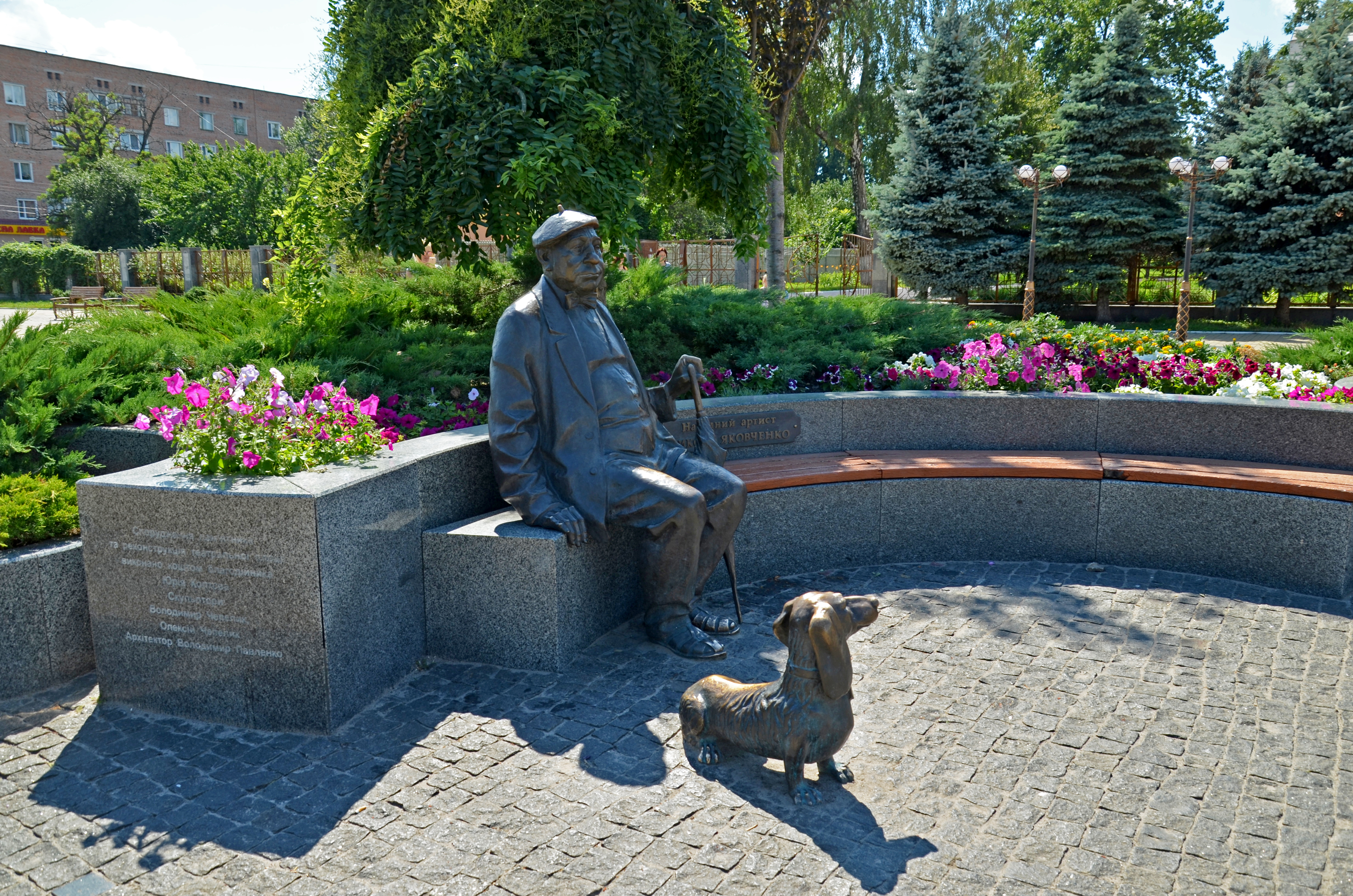
Памятник Н. Яковченко в Прилуках

- 23 февраля 1971 — Радиозапись передачи «В гостях у своих героев». В передаче Александр Корнейчук и Николай Яковченко вспоминают записи на радио спектаклей «Макар Диброва», «В степях Украины», «Платон Кречет», «Калиновая роща», «Мои друзья» (Золотой фонд украинского радио)[4]
- 1974 — Дипломная работа Юнны Яковченко (дочери Николая Фёдоровича) под руководством кандидата искусствоведения И. Волошина. Тема работы: «Влияние советской драматургии на формирование лица актёра (художественные особенности актёрского мастерства Н. Ф. Яковченко)»[4]
- 2000 — В Киеве на площади Ивана Франко, напротив театра им. Ивана Франко, к 100-летию со дня рождения установлен памятник Николаю Яковченко работы скульптора Владимира Чепелика[6].
- 2003 — Документальный фильм к/ст «Контакт» «Великий лицедей Н. Ф. Яковченко» (режиссёр Светлана Ильинская)
- 2005 — Издание к 105-летию «украинского Чаплина»
- 2006 — Документальный фильм телеканала «Глас» «Портрет. Народный артист Николай Яковченко»
- 2006 — Документальный фильм студии телевизионных фильмов «Виател» «Гений смеха» (генеральный продюсер Василий Витер)
- 2007 — Документальный фильм телеканала «НТКУ» «Клоун идет на манеж» (автор Любовь Григор, режиссёр Наталья Калантарова)
- 17 мая 2008 — В Прилуках, родном городе актёра, на театральной площади установлен памятник Николаю Яковченко работы скульптора Владимира Чепелика[7].
- 27 января 2010 — Кабинет министров Украины подписал распоряжение N 113-р о мероприятиях к празднованию 110-й годовщины со дня рождения Николая Яковченко, в плане которого значились: проведение Всеукраинского открытого конкурса актёрского мастерства имени Яковченко; выпуск и введение в оборот конверта и почтовой марки; подготовка и издание книги и фотоальбома, посвящённых творческой деятельности Яковченко; создание музея Яковченко в Прилуках; создание документального фильма, посвящённому жизни и творчеству Яковченко; выпуск юбилейной монеты в честь 110-й годовщины со дня рождения Яковченко; изучение вопроса о присвоении имени Николая Яковченко одной из улиц в Прилуках[8].